# Españoles en conflictos
Españoles en conflictos fue un programa de televisión que se emitió en el canal La 1 presentador por la periodista Almudena Ariza desde el 28 de abril de 2023.

## Formato
El programa recorrerá con la periodista Almudena Ariza cada semana con españoles que viven fuera de nuestras fronteras, repartidos por todos los rincones del planeta. En un viaje alrededor del mundo, conoceremos a estos compatriotas y gracias a ellos, las historias y problemáticas que esconden estos fascinantes lugares. Cada semana conoceremos en profundidad alguno de los conflictos sociales y medioambientales que más preocupan a la humanidad con una visión de 360 grados. Todo ello, a través de los ojos de los españoles que conviven en ellos.

### Presentadora
| Presentador    | Profesión                 | Duración        |
| -------------- | ------------------------- | --------------- |
| Almudena Ariza | Periodista y presentadora | 2023 - presente |

## Audiencias

### Temporada 1
| Programa | Título                             | Día de emisión | Audiencia      |
| -------- | ---------------------------------- | -------------- | -------------- |
| 1        | EEUU: más armas que habitantes     | 28/04/2023     | 462 000 (5,6%) |
| 2        | Corea del Sur: perfección obsesiva | 03/05/2023     | 442 000 (5,5%) |
| 3        | La violencia en México             | 10/05/2023     | 323 000 (3,8%) |
| 4        | Amazonas: un territorio amenazado  | 17/05/2023     | 337 000 (4,1%) |
| 5        | La desigualdad en Sudáfrica        | 24/05/2023     | 368 000 (4,3%) |
| 6        | El mar de plástico en Filipinas    | 31/05/2023     | 256 000 (2,8%) |
| 7        | Honduras: El poder de los maras    | 06/06/2023     | 254 000 (9,0%) |
| 8        | La homofobia en Polonia            | 14/06/2023     | 219 000 (6,7%) |
| 9        | Turquía: Richer 7.8                | -              |                |
| 10       | La contaminación en India          | -              |                |